# German Juniors 2008
Das German Juniors 2008 im Badminton fand vom 6. bis zum 9. März 2008 in Bottrop statt. Es war die 25. Austragung dieses bedeutendsten internationalen Juniorenwettkampfs Deutschland.

## Sieger und Platzierte
| Disziplin    | Gold                          | Silber                              | Bronze                         |
| ------------ | ----------------------------- | ----------------------------------- | ------------------------------ |
| Herreneinzel | Park Sung-min                 | Wong Wing Ki                        | Teo Kok Siang                  |
| Herreneinzel | Park Sung-min                 | Wong Wing Ki                        | Kim Dae-eun                    |
| Dameneinzel  | Eom Hye-won                   | Sung Ji-hyun                        | Vivian Hoo Kah Mun             |
| Dameneinzel  | Eom Hye-won                   | Sung Ji-hyun                        | Tee Jing Yi                    |
| Herrendoppel | Mak Hee Chun Teo Kok Siang    | Mikkel Elbjørn Mads Conrad-Petersen | Choi Seung-il Kang Ji-wook     |
| Herrendoppel | Mak Hee Chun Teo Kok Siang    | Mikkel Elbjørn Mads Conrad-Petersen | Kim Ki-eung Kim Gi-jung        |
| Damendoppel  | Jung Kyung-eun Lee Se-rang    | Choi Hye-in Eom Hye-won             | Sarah Walker Samantha Ward     |
| Damendoppel  | Jung Kyung-eun Lee Se-rang    | Choi Hye-in Eom Hye-won             | Vivian Hoo Kah Mun Tee Jing Yi |
| Mixed        | Choi Young-woo Jung Kyung-eun | Mak Hee Chun Vivian Hoo Kah Mun     | Kim Gi-jung Eom Hye-won        |
| Mixed        | Choi Young-woo Jung Kyung-eun | Mak Hee Chun Vivian Hoo Kah Mun     | Kim Ki-eung Lee Se-rang        |